# マティ・フシ
マティ・フシ (Mati Fusi、1982年6月16日 - )はナウル出身の元サッカー選手。ツバル国籍。元サッカーツバル代表。2019年にはツバル代表の監督も務めた。

## 経歴・人物

### クラブ
1990年からナウルでプレー。 1999年にナショナル・フットボールリーグ(フィジー)のラウトカFCに移籍。2002年から2011年まではツバル・AディヴィジョンのFCトファガでプレー。
引退後にはFCトファガでコーチを務めた。

### ツバル代表
フシはツバル代表として、2007年のサウスパシフィックゲームズで4試合に出場している。
2019年のパシフィックゲームズでは、ツバル代表の監督を務めた。

## References
1. ↑  “M.FUSI summary”.   soccerway. 2020年12月9日閲覧。
2. ↑  “Mati Fusi: Profil”.   sport.de. 2020年12月9日閲覧。
3. ↑  マティ・フシ - National-Football-Teams.com
4. ↑  “Super sub Sekifu leaves Tahiti red-faced”. Football Federation of American Samoa (2007年8月29日). 2015年5月29日閲覧。
5. ↑  “Mati Fusi- Player Info”.   GSA. 2020年12月8日閲覧。